# Calathea williamsii
Calathea williamsii är en strimbladsväxtart som beskrevs av James Francis Macbride. Calathea williamsii ingår i släktet Calathea och familjen strimbladsväxter. Inga underarter finns listade.